# Abilene Trail
Abilene Trail è un film del 1951 diretto da Lewis D. Collins.
È un western statunitense con Whip Wilson, Andy Clyde e Tommy Farrell.

## Produzione
Il film, diretto da Lewis D. Collins su una sceneggiatura di Harry L. Fraser, fu prodotto da Vincent M. Fennelly per la Transwestern Pictures e girato nell'Iverson Ranch a Chatsworth, Los Angeles, California, dal 30 agosto 1950.

## Distribuzione
Il film fu distribuito negli Stati Uniti dal 4 febbraio 1951

## Promozione
Le tagline sono:
- DANGEROUS JOURNEY -- THROUGH THE BLAZING BADLANDS!
- Six-Gun Fury On A Bullet-Scorched Trail!